# Alpina bentelioides
Alpina bentelioides là một loài bướm đêm trong họ Geometridae.